# Krim Giray
Karim moiGiray (en tatar de Crimée : Qırım Geray ; mort en mars 1769) est un khan de Crimée ayant régné de 1758 à 1764 et de  1768 à 1769.

## Origine
Karim Giray est le troisième fils de Devlet II Giray.

## Règne
À la fin du règne d'Halim Giray, il soulève les nogaïs de Roumélie et de Bessarabie contre le khan. Karim devient khan à son tour en  octobre 1758 avec l'accord de la noblesse tatare mais contre l'avis du gouvernement ottoman qui souhaite restaurer son frère, Arslan Giray. Il nomme alors Hadji Giray qalgha et Ahmed Giray nureddin.
En décembre 1760, il doit faire face à l'attaque d'un corps de cosaques mais il doit battre en retraite au cours de sa contre-offensive du fait d'une épidémie de peste qui se déclare. Karim Giray noue des rapports avec la Prusse de Frédéric II, l'ennemie de la Russie pendant la Guerre de Sept Ans, mais il est déposé en septembre 1764.
Karim retrouve sont trône en novembre 1768 en remplacement de Maqsud Giray. Il nomme Maqsud Giray qalgha  et Qaplan Giray nureddin. Le khan Karim, qui est hypocondriaque, meurt en mars 1769 d'un traitement que lui administre son médecin, un Grec nommé Siropoulos. Ce dernier est soupçonné d'empoisonnement.

## Postérité
Karim est le père de :
- Bakht Giray, nureddin de Qaplan II Giray puis qalgha de Maqsud Giray et enfin prétendant contre Chahin Giray ;
- Muhammad Giray, nureddin de Maqsud Giray.